# Thomas Bredgaard
Thomas Bredgaard (født: 29. januar 1972) er professor ved Institut for Politik og Samfund ved Aalborg Universitet. Han blev uddannet kandidat i Politik og Administration i 1999 ved Aalborg Universitet og fik i 2004 sin Ph.d. tildelt, ligeledes ved Aalborg Universitet. Han forsker i arbejdsmarked, flexicurity, handicap og beskæftigelse, virksomhedernes sociale ansvar og evaluering. Han underviser desuden i politik, evaluering og arbejdsmarkedsforhold. Tidligere var han sekretariatsleder ved Familie- og Beskæftigelsesforvaltningen ved Aalborg Kommune (2009). 

## Publikationer
Thomas Bredgaard har udgivet mange publikationer, udvalgte kan ses nedenfor:
- Bredgaard, T., Hansen, C. D., Larsen, J. F., Kylling, A-B., Hørby Jørgensen, J., & Ibsgaard, E. (2021). Arbejdslivet med corona: Covid-19, arbejdslivet og den mentale sundhed. Institut for Politik og Samfund, Aalborg Universitet.
- Bredgaard, T., & Salado-Rasmussen, J. (2021). Attitudes and behaviour of employers towards the recruitment of persons with disabilities. Alter, 15(1), 61-70. https://doi.org/10.1016/j.alter.2020.04.004
- Bredgaard, T., & Ravn, R. L. (2021). Denmark: from integration to repatriation. I B. Galgoczi (red.), Betwixt and between: Integrating refugees into the EU labour market (s. 67-82). ETUI-REHS Research Department. https://www.etui.org/sites/default/files/2021-01/Betwixt%20and%20between.%20Integrating%20refugees%20into%20the%20EU%20labour%20market_2021_WEB.pdf
- Ravn, R. L., & Bredgaard, T. (2021). Strong Relationships With Employment Caseworkers Help People Get Jobs.
- Ravn, R. L., & Bredgaard, T. (2020). Beskæftigelsesrettet rehabilitering: En ny tilgang til beskæftigelsesindsatsen for udsatte personer uden for arbejdsmarkedet? I M. P. Klindt, S. Rasmussen, & H. Jørgensen (red.), Aktiv arbejdsmarkedspolitik: Etablering, udvikling og fremtid (s. 301-320). Djøf Forlag. Arbejdsmarkedsforhold Nr. 2
- Bredgaard, T. (2020, apr 20). Danish migration policies - from integration to repatriation. Friedrich Ebert Stiftung.
- Bredgaard, T., & Ravn, R. L. (2020). Employer preferences to the recruitment of refugees: A Danish vignette study. Manuskript afsendt til publicering.
- Bredgaard, T., & Salado-Rasmussen, J. (2020). Fire arbejdsgivertyper. I T. Bredgaard, F. Amby, H. Holt, & F. Thuesen (red.), Handicap og beskæftigelse: Fra barrierer til broer (1 udg., s. 227-240). Djøf Forlag. Arbejdsmarkedsforhold Bind 3 Nr. 1
- Bredgaard, T. (2020). Fleksjob. I T. Bredgaard, F. Amby, H. Holt, & F. Thuesen (red.), Handicap og beskæftigelse: Fra barrierer til broer (1 udg., s. 351-366). Djøf Forlag. Arbejdsmarkedsforhold Bind 3 Nr. 1
- Bredgaard, T., Holt, H., Thuesen, F., & Amby, F. (2020, dec 3). Forskere med fire anbefalinger til jobcentrene: Sådan får I borgere med handicap i job. Altinget.dk. https://www.altinget.dk/arbejdsmarked/artikel/forskere-med-fire-anbefalinger-til-jobcentrene-saadan-faar-i-bedre-borgere-med-handicap-i-job